# Xenotilapia burtoni
Xenotilapia burtoni es una especie de peces de la familia Cichlidae en el orden Perciformes.

## Morfología
Los machos pueden llegar alcanzar los 17,7 cm de longitud total.

## Distribución geográfica
Es endémico del lago Tanganika (África Oriental).